# Bond (band)
Bond is een Brits-Australisch crossover-strijkkwartet.

## Geschiedenis
De naam werd vroeger vaak met een kleine letter geschreven om auteursrechtelijk niet in conflict te komen met de eigenaar van de merknaam James Bond, agent 007.
Met 4 miljoen verkochte albums wordt Bond beschouwd als het best verkopende strijkkwartet aller tijden. Hun eerste album Born werd geweerd uit de top van de Britse UK Classical Chart omdat de muziek te veel op popmuziek zou lijken.
Het kwartet heeft een cameo in de film Johnny English, een James Bondparodie. De makers ervan vonden het 'passend' het thema van de film te laten uitvoeren door een groep met de naam Bond. Het kwartet speelde ook in de in 2005 verschenen actiefilm xXx: State of the Union, tijdens de gala-scene. Het nummer Victory dat zij daar uitvoerden, verscheen echter niet op de officiële soundtrack van de film.

## Groepsleden
- Tania Davis (eerste viool - tot 2008: viola) uit Sydney, Australië.
- Eos Chater (tweede viool uit Cardiff, Wales)
- Elspeth Hanson (viola - vanaf 2008) uit Upper Basildon, Engeland
- Gay-Yee Westerhoff (cello), uit Hull, Engeland
- Haylie Ecker (eerste viool tot 2008)

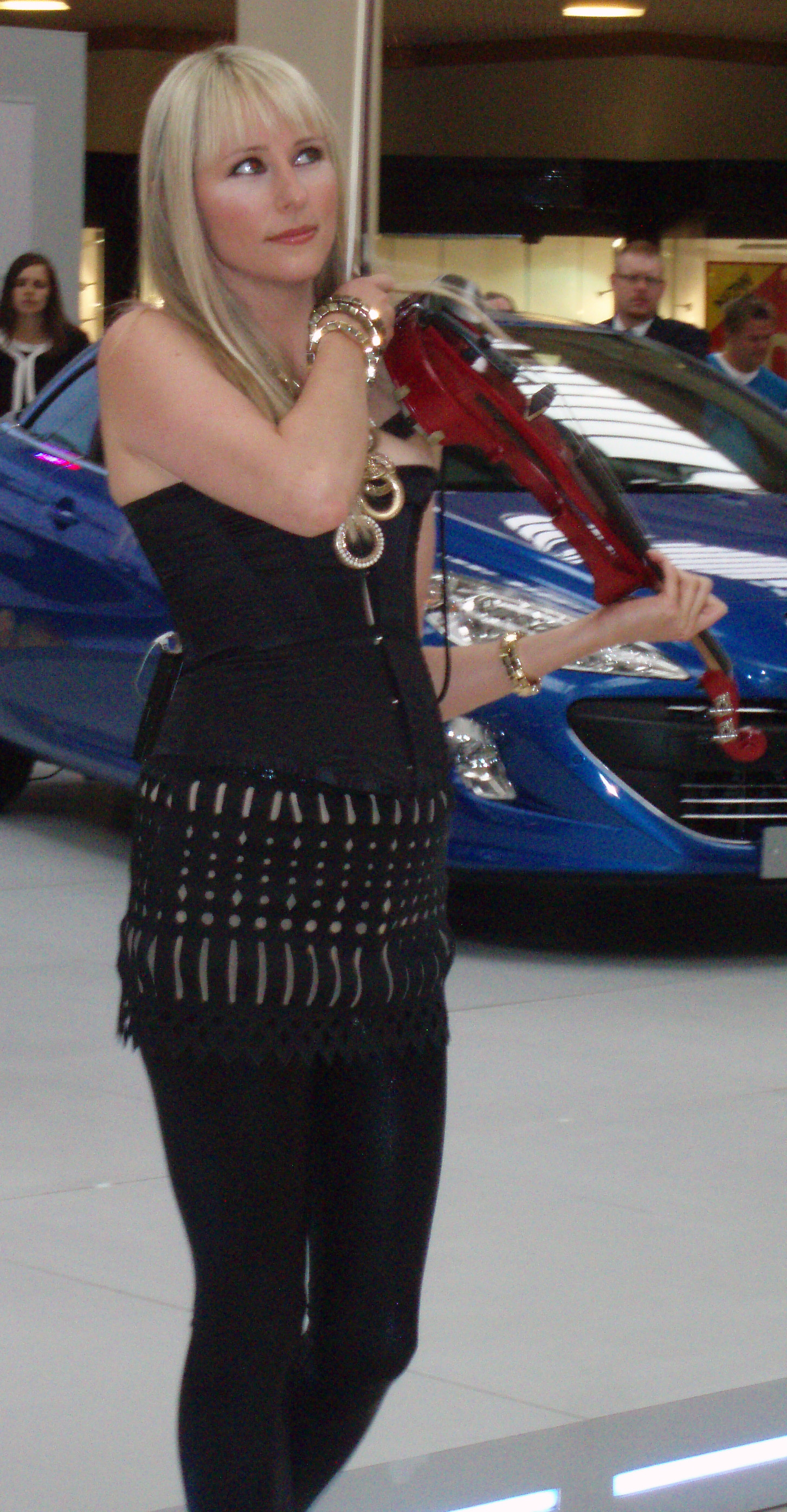
Tania Davis in 2009
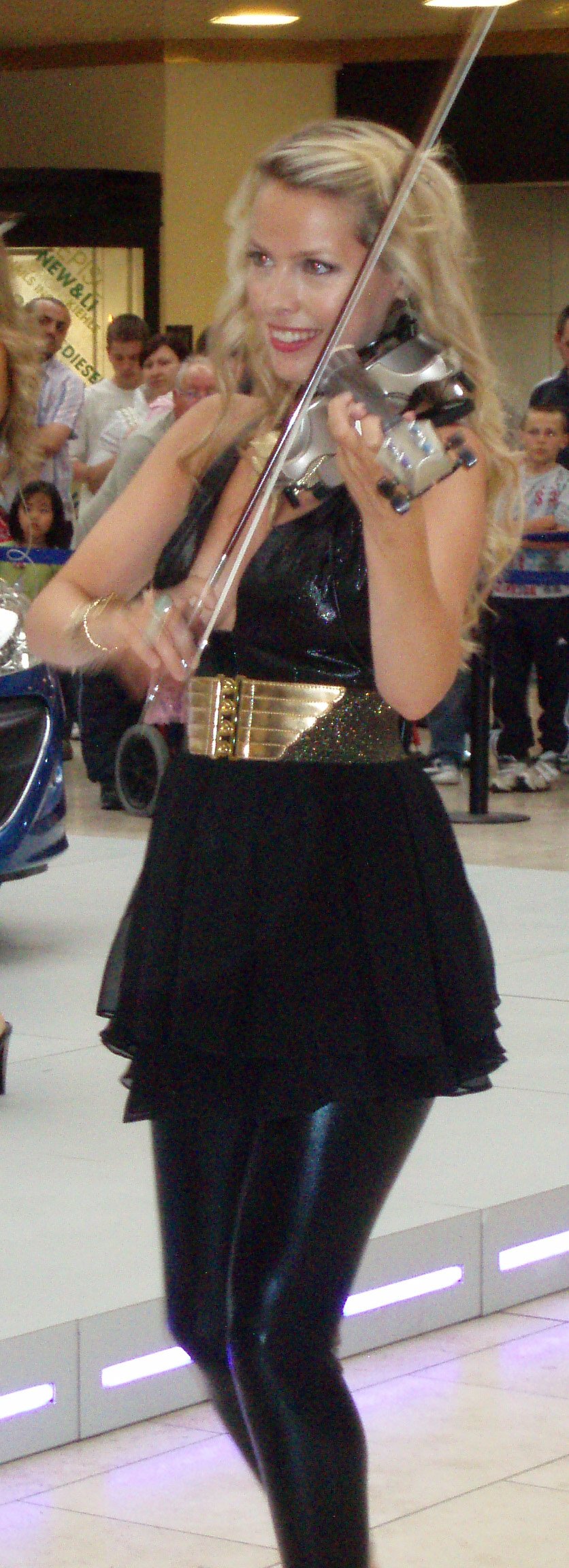
Eos Chater in 2009
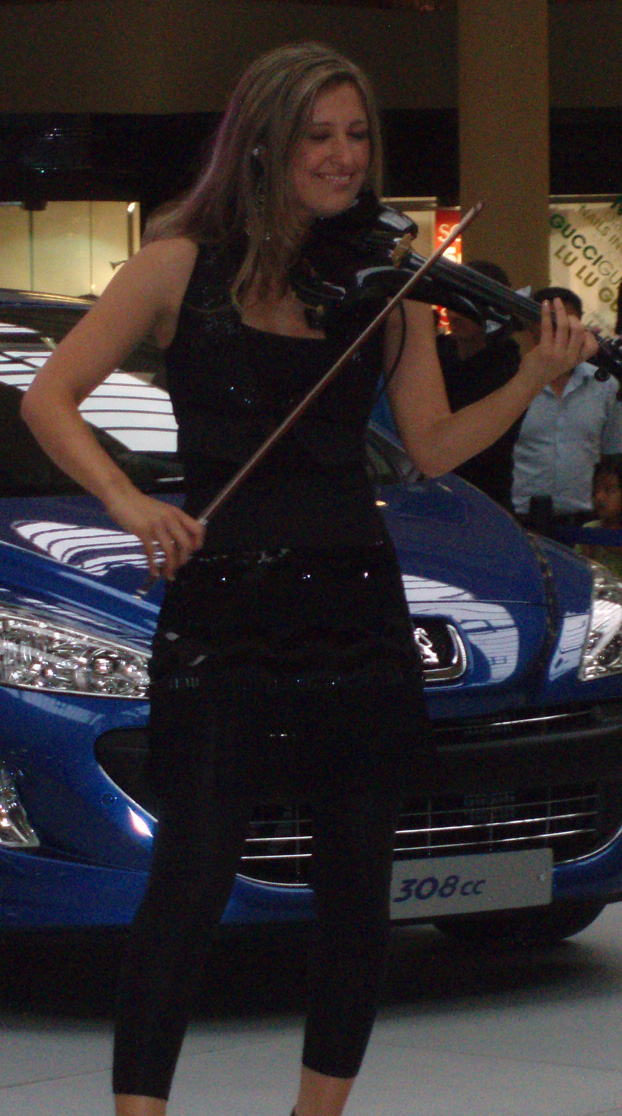
Elspeth Hanson in 2009
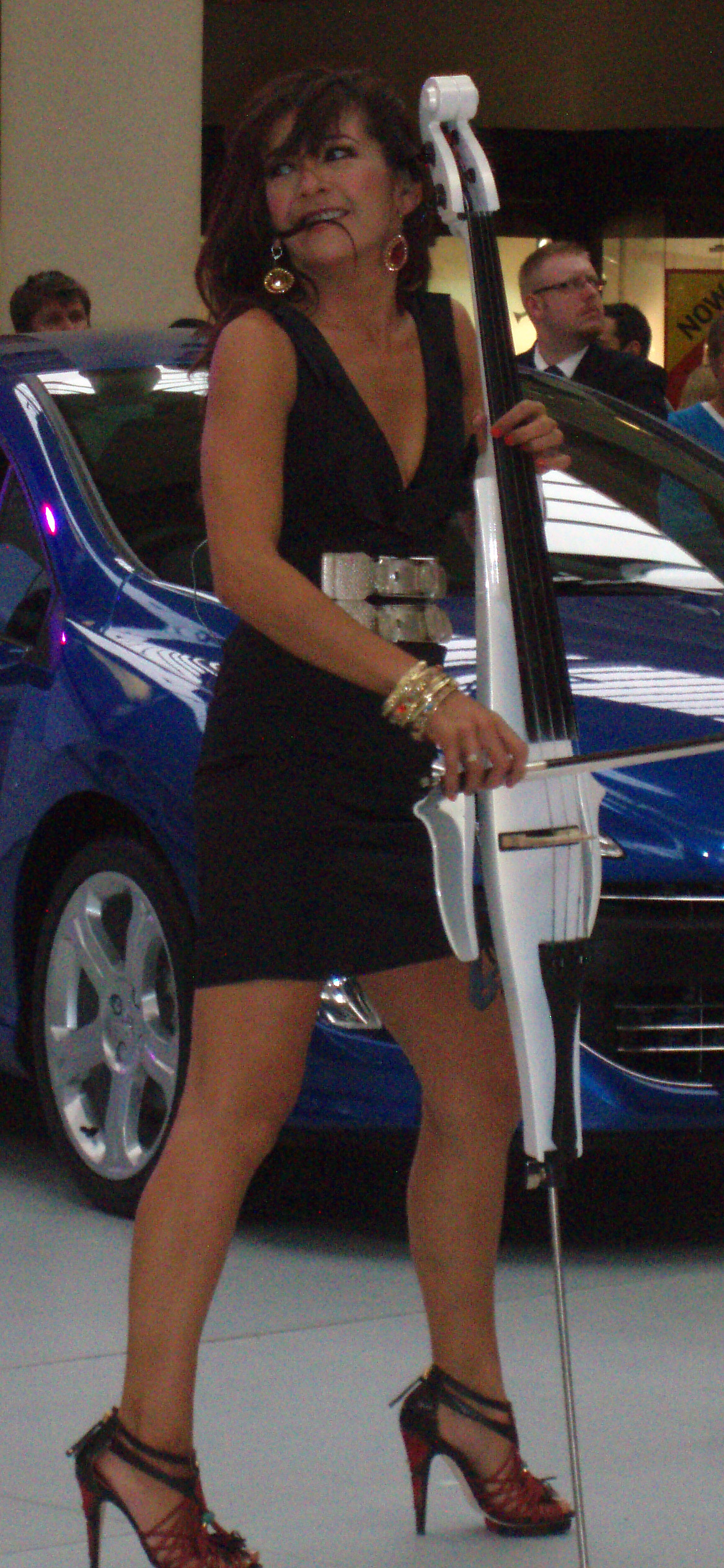
Gay-Yee Westerhoff in 2009

## Discografie

### Albums
- 2000 - Born
- 2002 - Shine
- 2004 - Classified
- 2011 - Play

### Compilaties
- 2003 - Remixed
- 2005 - Explosive: The Best of Bond

### Soundtracks
- Johnny English

### Singles
- Victory
- Wintersun
- Viva!/Wintersun
- Shine
- Fuego